# Риал Северного Йемена
Риал Северного Йемена (араб. ريال يمني‎) — денежная единица Йеменского Мутаваккилийского Королевства и Йеменской Арабской Республики.

## История
В 1517 (окончательно в 1538)—1633 и в 1872—1918 годах северный Йемен входил в состав Османской империи. Фактически некоторые районы северного Йемена весь этот период находились под управлением зейдитских имамов. Монетная система Йемена не была привязана к турецкой, в обращении находились монеты различных стран. Чеканились также собственные монеты, монетные дворы работали в нескольких городах. В XVII веке чеканились медные мангиры и фалсы, серебряные утмани, букши и хумсы.
В XVIII веке собственные монеты чеканятся значительно реже. В этот период чеканятся серебряные харфы, букши и кабиры.
В XIX веке устанавливается система, основанная на риале, равном талеру Марии-Терезии: риал = 80 букш. В этот период чеканились серебряные харфы, букши, кабиры и пара.
В начале XX века чеканятся бронзовые харфы и халалы, серебряные кабиры. В 1904 году имам Яхья провёл денежную реформу, денежная система была изменена: риал = 40 букш = 80 халалов = 160 залатов. Впервые начата чеканка монет в риалах (имади риал) и его фракциях. Чеканились также золотые монеты, основанные на стандарте турецкой лиры.
При короле Ахмаде (правил в 1948—1962) чеканились золотые риалы, по-прежнему основанные на стандарте золотой турецкой лиры. Номинал на них обозначался также в соверенах (1 риал = 4 соверена). В обращении продолжал использоваться талер Марии-Терезии, использовались и другие валюты: индийская рупия, саудовский риял, фунт стерлингов, доллар США.
В 1962 году была провозглашена Йеменская Арабская Республика. В 1963 году начат выпуск новых монет, денежная система первоначально осталась прежней (риал = 40 букшам). 5 февраля 1964 года принят закон о выпуске бумажных денег, их выпуск производился Валютным советом Йемена. В марте 1965 года из обращения изъяты талеры Марии-Терезии. В соответствии с указами от 8 марта 1965 года и 23 февраля 1966 года из обращения изъяты серебряные монеты в 10, 20 букшей и 1 риал.
В 1971 году учреждён Центральный банк Йемена, которому было передано эмиссионное право.
В мае 1972 года было установлено твёрдое соотношение: 5 риалов = 1 доллар США, с мая 1973 года — 4,50 риала = 1 доллар США. С 1983 года осуществлялась регулярная корректировка курса в сторону его понижения.
В 1975 году введена новая разменная единица — филс, риал = 100 филсам, банкноты в 10 и 20 букшей изымались из обращения.
После объединения Йеменской Арабской Республики и Народно-Демократической Республики Йемен в 1990 году в обращении на всей территории страны остались как риал Северного Йемена, так и динар Южного Йемена, приравненные в соотношении 26 динаров за 1 риал. Центральный банк Йемена (северного) и Банк Йемена (южного) были объединены в единый Центральный банк Йемена.
В 1993 году начат выпуск новых монет. В 1996 году динар был выведен из обращения, единой валютой объединённой страны стал йеменский риал, старые денежные знаки в риалах Северного Йемена были постепенно заменены на новые.

## Монеты 1904—1990 годов
При имаме (с 1918 года короле) Яхья чеканились монеты:
- бронзовые: 1 залат, 1⁄80, 1⁄40 имади риала;
- серебряные: 1⁄40, 1⁄20, 1⁄10, 1⁄8, 1⁄4, 1 имади риал;
- золотые: 1⁄8, 1⁄4, 1⁄2, 1, 21⁄2, 5, 10 лир.

При короле Ахмаде чеканились монеты:
- бронзовые и алюминиевые: 1⁄80, 1⁄40 ахмади риала;
- серебряные: 1⁄16, 1⁄10, 1⁄8, 1⁄4, 1⁄2, 1 ахмади риал;
- золотые: 1⁄4 риала — 1 соверен, 1⁄2 риала — 2 соверена, 1 риал — 4 соверена.

Йеменской Арабской Республикой чеканились монеты:
в 1962—1974 годах:
- бронзовые: 1⁄80, 1⁄40 риала, 1⁄2 букши;
- из алюминиевой бронзы: 1⁄2, 1, 2 букши;
- латунные: 1⁄40 риала;
- серебряные: 1⁄20, 2⁄10, 1⁄10, 1⁄4 риала, 5, 10, 20 букш, 1 риал.

в 1974—1985 годах:
- алюминиевые: 1 филс;
- латунные: 5, 10 филсов;
- медно-никелевые: 25, 50 филсов, 1 риал.

Чеканились также памятные монеты ЙАР из драгоценных металлов: 1, 2, 21⁄2, 5, 10, 15, 20, 25, 30, 50, 100, 500 риалов.

## Банкноты

### Банкноты валютного совета Йемена
| Серия 1966—1971 годов                           | Серия 1966—1971 годов | Серия 1966—1971 годов | Серия 1966—1971 годов | Серия 1966—1971 годов | Серия 1966—1971 годов | Серия 1966—1971 годов             | Серия 1966—1971 годов |
| Изображение                                     | Изображение           | Номинал               | Размеры (мм)          | Основные цвета        | Описание              | Описание                          | Годы выпуска          |
| Лицевая сторона                                 | Оборотная сторона     | Номинал               | Размеры (мм)          | Основные цвета        | Лицевая сторона       | Оборотная сторона                 | Годы выпуска          |
| ----------------------------------------------- | --------------------- | --------------------- | --------------------- | --------------------- | --------------------- | --------------------------------- | --------------------- |
|                                                 |                       | 10 букш               | 125×65                | коричневый            | Лев Тимны             | Камень посвящения из храма Мариба | 1966                  |
|                                                 |                       | 20 букш               | 125×65                | зелёный               | Алебастровая голова   | Трон царицы Билкис в Марибе       | 1966                  |
|                                                 |                       | 1 риал                | 125×65                | зелёный               | Алебастровая голова   | Сана                              | 1969                  |
|                                                 |                       | 5 риалов              | 135×70                | бордовый              | Бронзовая голова льва | Лев Тимны                         | 1969                  |
|                                                 |                       | 10 риалов             | 135×70                | бирюзовый             | Мечеть Шазили         | Плотина                           | 1969                  |
|                                                 |                       | 20 риалов             | 145×65                | зелёный, фиолетовый   | Дворец на Скале       | Сана                              | 1971                  |
|                                                 |                       | 50 риалов             | 145×65                | зелёный, оливковый    | Скрещенные джамбии    | Кофейная ветка                    | 1971                  |
| Масштаб изображений — 1,0 пикселя на миллиметр. |                       |                       |                       |                       |                       |                                   |                       |

### Банкноты центрального банка Йемена
| Серия 1973—1990 годов                           | Серия 1973—1990 годов | Серия 1973—1990 годов | Серия 1973—1990 годов | Серия 1973—1990 годов | Серия 1973—1990 годов              | Серия 1973—1990 годов         | Серия 1973—1990 годов |
| Изображение                                     | Изображение           | Номинал (риалов)      | Размеры (мм)          | Основные цвета        | Описание                           | Описание                      | Годы выпуска          |
| Лицевая сторона                                 | Оборотная сторона     | Номинал (риалов)      | Размеры (мм)          | Основные цвета        | Лицевая сторона                    | Оборотная сторона             | Годы выпуска          |
| ----------------------------------------------- | --------------------- | --------------------- | --------------------- | --------------------- | ---------------------------------- | ----------------------------- | --------------------- |
|                                                 |                       | 1                     | 125×65                | зелёный               | Мечеть аль-Бакирия                 | Кусты ката                    | 1973 1983             |
|                                                 |                       | 5                     | 130×70                | красный               | Дворец Дар Аль-Хаджар              | Бейт аль-Миди                 | 1973                  |
|                                                 |                       | 5                     | 130×70                | красный               | Дворец Дар Аль-Хаджар              | Крепость Калат Аль-Кахира     | 1981 1983             |
|                                                 |                       | 10                    | 135×70                | бирюзовый             | Бронзовая голова короля Дамера Али | Республиканский дворец в Сане | 1973                  |
|                                                 |                       | 10                    | 135×70                | бирюзовый             | Тулла                              | Мечеть аль-Бакирия            | 1981 1983             |
|                                                 |                       | 20                    | 145×75                | фиолетовый            | Мраморная скульптура бога Диониса  | Террасные склоны              | 1973                  |
|                                                 |                       | 20                    | 145×75                | фиолетовый            | Мраморная скульптура бога Диониса  | Сана                          | 1983 1985             |
|                                                 |                       | 50                    | 150×75                | оливковый             | Бронзовая статуя Маадкариба        | Баб аль-Яман                  | 1973                  |
|                                                 |                       | 100                   | 150×75                | розовый фиолетовый    | Херувим и грифон                   | Таиз                          | 1976                  |
|                                                 |                       | 100                   | 150×75                | розовый фиолетовый    | Мечеть аль-Ашрафия                 | Сана                          | 1979                  |
|                                                 |                       | 100                   | 150×75                | розовый фиолетовый    | Херувим и грифон                   | Здание Центрального банка     | 1984                  |
| Масштаб изображений — 1,0 пикселя на миллиметр. |                       |                       |                       |                       |                                    |                               |                       |